# José Carlos Maltos
José Carlos Maltos Díaz (Monterrey, 18 de agosto de 1991) es un jugador mexicano de fútbol gridiron que juega para los Montreal Alouettes de la Canadian Football League.

## Primeros años
Maltos creció practicando fútbol, pero comenzó a interesarse más en el fútbol americano a los 16 años en su ciudad natal Monterrey.
Maltos fue pateador de los Auténticos Tigres en la Universidad Autónoma de Nuevo León, donde estudió ingeniería mecánica. Fue elegido para jugar en el Tazón Azteca. Maltos fue nombrado posteriormente para el Equipo Mayor de la Década de la Liga ONEFA de la década de 2010 por Mundo del Ovoide.

## Carrera

### New Orleans Saints
Después de entrenar frente a los cazatalentos de la NFL en la Southern Methodist University, Maltos fue contratado por los New Orleans Saints en mayo de 2013. Fue liberado por el equipo a principios de agosto.

### Fundidores Monterrey
Maltos pasó tres temporadas en la LFA con los Fundidores Monterrey de 2017 a 2019.

### BC Lions
Maltos fue contratado como agente libre por los BC Lions el 18 de mayo de 2018. Jugó en dos partidos de pretemporada antes de ser liberado al final del campo de entrenamiento.

### Ottawa Redblacks
Después de que la CFL exigiera a los equipos contar con jugadores de la Canadian Football League, Maltos fue seleccionado en la segunda posición del Draft CFL-LFA de 2019 y regresó a Canadá para jugar con los Ottawa Redblacks. Participó en su primer partido de la CFL el 15 de junio, contra los Calgary Stampeders, como suplente de pateador y despejador. Participó en diez partidos en 2019, pero no jugó en 2020 debido a la cancelación de la temporada 2020 de la CFL. Renovó su contrato con los Redblacks el 13 de enero de 2021. Pasó los dos años siguientes principalmente en la plantilla de prácticas, participando en un partido de la temporada 2022, y no renovó su contrato tras la temporada 2022.

### Montreal Alouettes
El 9 de diciembre de 2022, Maltos firmó con los Montreal Alouettes. En 2023, jugó su primer partido como pateador principal de un equipo de la CFL el 9 de octubre de ese año, donde acertó dos de cuatro intentos de gol de campo y los tres intentos de conversión, en un partido contra los Ottawa Redblacks. En el siguiente partido, el 14 de octubre de 2023, acertó cinco de cinco intentos de gol de campo, incluyendo uno largo de 50 yardas. Jugó esos dos partidos de la temporada regular en 2023, donde terminó siete de nueve intentos de gol de campo y cinco de seis en intentos de conversión. Con el pateador titular David Côté sano, Maltos regresó a la lista de prácticas donde permaneció mientras los Alouettes derrotaban a los Winnipeg Blue Bombers en el 110º partido de la Grey Cup.
Maltos firmó nuevamente con los Alouettes el 15 de diciembre de 2023. Comenzó la temporada en la lista de prácticas, pero tuvo que volver a la acción el 6 de julio de 2024, tras la lesión de Côté. Tuvo su primer juego perfecto al anotar tres tiros de campo y su único intento de conversión.